# Esterhuysenia
Esterhuysenia es un género con cuatro especies de plantas suculentas perteneciente a la familia Aizoaceae. 

## Taxonomía
El género fue descrito por Harriet Margaret Louisa Bolus y publicado en  Genera Plantarum Florae Germanicae 33: 308. 1967 La especie tipo es: Esterhuysenia alpina L. Bolus. 

## Especies
A continuación se brinda un listado de las especies del género Esterhuysenia aceptadas hasta julio de 2011, ordenadas alfabéticamente. Para cada una se indica el nombre binomial seguido del autor, abreviado según las convenciones y usos, y la publicación válida.
- Esterhuysenia alpina
- Esterhuysenia drepanophylla
- Esterhuysenia inclaudens
- Esterhuysenia stokoei